# José María Yermo Solaegui
José María Yermo Solaegui (Guecho, España, 21 de junio de 1903-21 de octubre de 1960) fue un deportista español que destacó en fútbol, ciclismo y atletismo durante las décadas de 1920 y 1930.
En primer lugar destacó como atleta. Era un gran saltador y llegó a ostentar el récord de España de salto de longitud y el de triple salto. Defendió como atleta los colores del Arenas Club de Guecho, con el que también jugaría como futbolista, deporte en el que destacaría como delantero. Fue 5 veces internacional y capitán con la Selección española de fútbol.

## Biografía
José María Yermo era natural del barrio de Las Arenas de Guecho (País Vasco), donde nació en 1903. Falleció en 1960.

### Atleta
En primer lugar destacó como atleta. Era un gran saltador y llegó a ostentar el récord de España de salto de longitud y el de triple salto. Defendió como atleta los colores del Arenas Club de Guecho, con el que también jugaría como futbolista.
El récord de España de triple salto lo obtuvo por primera vez el 29 de julio de 1923 con 12m59. Con posterioridad, el 6 de abril de 1924, lo batió en otras dos ocasiones, en un torneo de preselección olímpica a nivel español, consiguiendo marcas de 13,20m  y 13,48 m, Alberto Barrena también lo superó dos veces ese día, y fueron los dos primeros españoles en sobrepasar los 13 metros aunque José María lo hizo en primer lugar. Esa marca de 13,48m le supone ganar el torneo preolímpico y ser seleccionado e inscrito para representar a España en salto de longitud en los Juegos Olímpicos de París de 1924, aunque finalmente no participó. Mantuvo el récord durante un año hasta mediados de 1925 superado en dos ocasiones por Manuel Robles con 13,50m primero y 13,57 después.
Varias fuentes citan otro récord de José María Yermo en triple salto con una marca de 13,91m que se data el 19 de agosto de 1923, pero unas lo citan normalmente otras de forma dudosa y además de no estar recogido en la prensa de la época.
En salto de longitud fue también plusmarquista nacional con 6m23, marca obtenida en 1923.
Aunque nunca llegó a proclamarse campeón de España, consiguió buenos resultados en los Campeonatos de España, en triple salto dos medallas de plata en 1923 y 1925, en salto de longitud un bronce en 1924, en salto de altura una plata en 1925 y un bronce en 1924.
También participó en otras pruebas como lanzamiento de martillo o salto de altura, donde obtuvo buenos resultados a nivel provincial.

### Futbolista
Toda su carrera como futbolista estuvo ligado al club de su ciudad natal, el Arenas Club de Guecho al que llegó en categorías inferiores y donde permaneció hasta su retirada en 1935.
Yermo jugaba como delantero centro. Jugó las finales de Copa que el Arenas perdió en 1925 y 1927. En 1927 fue llamado a la internacionalidad por primera vez. Luego, en 1928 fue llamado para participar en los Juegos Olímpicos de Ámsterdam 1928 con la selección española de Fútbol.  Debutó con el Arenas en la Primera división española en 1929 y jugó con los areneros hasta 1935 disputando 51 partidos en Primera división y marcando 30 goles. En el partido disputado contra México (7-1) en la olimpiadas de Ámsterdam en 1928, Yermo marcó 3 de los 7 goles de España (dos de cabeza y otro de tiro largo desde fuera del área), convirtiéndose en el primer jugador de la selección española en hacer un hat trick o tripleta en competición oficial y en el único en haberlo conseguido en unas olimpiadas.

### Ciclismo
Yermo destacó también como ciclista. Participó en los campeonatos del Mundo de Velocidad y en 1928 en los Juegos Olímpicos en la prueba del kilómetro contrarreloj, en la que fue 12º. Se da la curiosidad de que Yermo participó en los mismos Juegos Olímpicos en modalidades deportivas completamente diferentes.